# Acido clorico
L'acido clorico è un ossiacido del cloro pentavalente e allo stato di ossidazione +5, avente formula molecolare HClO3 e formula semistrutturale HO−Cl(=O)2. L'anione ClO3− derivante dalla sua dissociazione (base coniugata) viene detto clorato, nome che si applica anche ai suoi sali, i clorati.
Non è noto allo stato puro, ma solo nelle sue soluzioni acquose, dove si comporta da acido forte (pKa = -2,7). Ha spiccate proprietà ossidanti, che condivide con i suoi sali [E°(ClO3− / Cl−) = 1,450 V (pH = 0)].

## Sintesi
Viene prodotto trattando clorati con un acido forte come l'acido solforico; usando clorati di cationi che con il solfato dà sali poco solubili si ottengono soluzioni contenenti solo acido clorico. Con il clorato di bario, ad esempio, si ha precipitazione di BaSO4, che viene filtrato e in soluzione rimane HClO3:
{\displaystyle {\ce {Ba(ClO3)2 + H2SO4 -> 2HClO3 + BaSO4}}}
Un altro metodo consiste nel riscaldamento dell'acido ipocloroso, che in tal modo subisce una disproporzione, per dare acido cloridrico e acido clorico:
{\displaystyle {\ce {3HClO -> HClO3 + 2HCl}}}

## Caratteristiche
È stabile in soluzioni acquose fino al 30%. A pressione ridotta, si può concentrare sopra il 40% per evaporazione dell'acqua. Sopra queste concentrazioni, e per riscaldamento, l'acido clorico si decompone, ancora con disproporzioni, dando acido perclorico e diversi altri prodotti:
{\displaystyle {\ce {8HClO3 -> 4HClO4 + 2H2O + 2Cl2 + 3O2}}}
{\displaystyle {\ce {3HClO3 -> HClO4 + H2O + 2ClO2}}}